# Tchoutchouk
Le tchoutchouk est un plat traditionnel kirghiz à base de viande de cheval. Il est généralement consommé en période de fêtes ou pour des occasions spéciales telles que des funérailles.

## Confection
Le tchoutchouk se présente sous la forme d'un saucisson réalisé à base de viande et de graisse de cheval prélevée dans le cou de l’animal.